# Charles Adrien His de Butenval
Pour les articles homonymes, voir His.
Charles Adrien His, comte de Butenval (3 juin 1809 - 15 mars 1883), est un homme politique français.

## Biographie
Ambassadeur de France en Belgique et conseiller d'État, il est nommé sénateur du Second Empire le 4 novembre 1865.

## Sources
- « Charles Adrien His de Butenval », dans Adolphe Robert et Gaston Cougny, Dictionnaire des parlementaires français, Edgar Bourloton, 1889-1891 [détail de l’édition]
- Notices d'autorité :   - VIAF
  - ISNI
  - BnF (données)
  - IdRef
  - Pays-Bas
  - Pologne
- Ressources relatives à la vie publique :   - base Léonore
  - Sénat